# Jakob Seisenegger
Jakob Seisenegger, scritto talvolta anche con la grafia Jacob (Bassa Austria, 1505 – Linz, 1567), è stato un pittore austriaco.

## Biografia

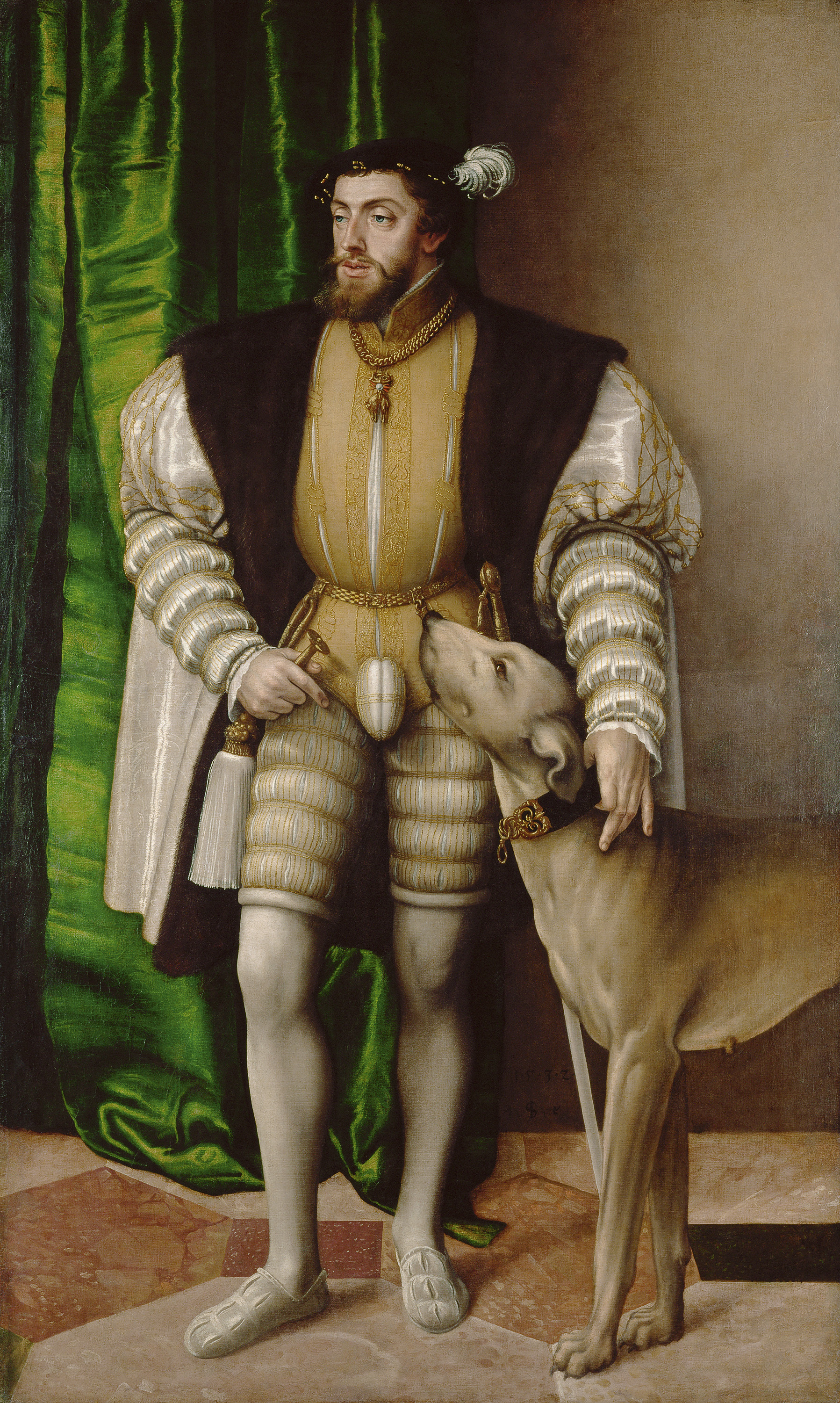
L'imperatore Carlo V con l'alano, Kunsthistorisches Museum, Vienna

Non si hanno notizie sulla sua giovinezza, probabilmente si formò come miniatore. Il suo stile dimostra che fu in stretto contatto con la cosiddetta scuola del Danubio.
Nominato nel 1531 pittore di corte di Ferdinando I d'Asburgo, Seisenegger restò per tutta la vita al servizio dell'imperatore e a quello del suo successore, malgrado offerte brillanti che avrebbero potuto migliorare le sue difficili condizioni finanziarie. Ritenuto alla corte d'Austria il massimo ritrattista del suo tempo, inviato in missione in tutta Europa, ha più i tratti di un produttore instancabile di ritratti che di un artista inventivo e originale. Seisenegger ha dipinto peraltro opere ammirevoli, come il Ritratto di nobiluomo, ora al De Young Memorial Museum di San Francisco o il Ritratto di Georg Fugger del 1541, in collezione privata tedesca, che ritrae un ventiquattrenne borghese di Augusta a figura intera e quale conte dell'impero (a seguito del suo matrimonio con una fanciulla d'alto rango). Questo, come altri esempi, (il Ritratto di Matthäus Suh del Tiroler Landesmuseum Ferdinandeum di Innsbruck), dimostra inoltre la stima che circondava Seisenegger in quanto ritrattista di corte e creatore della formula del ritratto in piedi a figura intera per i membri della casa d'Austria, formula che non tardò a divenire ufficiale.
Tra il 1530 e il 1531 infatti dipinse i ritratti, ora perduti, della regina Anna e dei figli in una cornice di architetture anticheggianti che gli  diedero fama di maestro della prospettiva e che furono il primo passo per  il setting decisamente rinascimentale e prezioso offerto successivamente dal suo ritratto di Carlo V con l'alano, dipinto durante il soggiorno del sovrano a Bologna nel 1532, opera ora conservata al Kunsthistorisches Museum di Vienna. Nell'armonica contrapposizione della posa bilanciata, che suggerisce insieme autorità e pacatezza, questo ritratto influenzò molti, tra cui Tiziano, che lo riprese nel suo celebre ritratto, ora al Prado. Un modello di ritratto di Stato che divenne, in un certo senso, normativo per i secoli successivi.